# Pabongka
(Je) Pabongka (Dechen Nyingpo), persoonsnaam Jampa Tenzin Trinley Gyatso (1878-1941), was een Tibetaans geestelijke. Pabongka was een van de invloedrijkste leraren in de eerste helft van de 20e eeuw. Binnen de gelugtraditie was hij in die periode zonder twijfel de invloedrijkste tulku.
Pabongka kan worden beschouwd als de belangrijkste vertegenwoordiger van de orthodoxe factie binnen de gelug. Zijn uitgangspunten waren geheel gebaseerd op zijn letterlijke interpretatie van de leerstellingen zoals Tsongkhapa die rond 1400 had geformuleerd.

## Prediker
Pabongka was bij uitstek een expert in tantrische meditatie. Hij heeft zeer veel gepubliceerd. Dat was in die periode een uitzondering bij de gelug in Tibet. Het bevestigen, herdefiniëren dan wel opnieuw formuleren van geloofsuitgangspunten was in deze periode bij de gelug zo in verval geraakt, dat zelfs belangrijke tulku's in die traditie nooit geleerd hadden te schrijven.
Pabongka was echter vooral een groot prediker. De meeste monniken uit de kloosters rondom Lhasa hadden nauwelijks contact met leken, buiten onderwerpen die van politieke of zakelijke aard waren. Pabongka predikte echter voor grote menigten. Hij werd spoedig bekend door zijn heldere en charismatisch voorgedragen interpretatie van de opvattingen van Tsongkhapa, de geestelijke vader van de gelug.
Het pad naar de Verlichting zoals Tsongkapa dat begin 15e eeuw had geformuleerd, was volgens Pabongka superieur aan dat van alle andere Tibetaanse boeddhistische scholen. Die andere scholen hadden naar zijn opvatting met name enorme fouten gemaakt in hun formuleringen en benadering van het begrip Sunyata, het fundamentele filosofische concept van het Tibetaans boeddhisme. Het was de grote missie van Pabongka terug te keren naar de grondslagen, zoals die - in zijn interpretatie - gegeven waren door Tsongkapa.

## Verering Dorje Shugden
In de periode 1920-1930 positioneerde Pabongka de beschermgod van de gelugtraditie, Dorje Shugden, opnieuw in het pantheon van het Tibetaans boeddhisme. Dorje Shugden werd een manifestatie van Tsongkapa zelf. Die lijn is later in de 20e eeuw voortgezet en versterkt door aanhangers van Pabongka. Deze positionering heeft voor een herleving gezorgd van de Dorje Shugden-controverse.
De toon van Pabongka werd in de jaren 30 steeds harder en zijn teksten waren soms ronduit gewelddadig.
(Ik) roep nu op tot gewelddadige acties van Shugden, de belangrijkste oorlogsgod van de traditie van Tshongkapa en zijn volgelingen ... In het bijzonder is het nu de tijd om ogenblikkelijk de vijanden van de traditie van Tshongkapa te bevrijden [te doden].
De dertiende dalai lama vroeg Pabongka meermaals zijn toon te matigen; Pabongka gaf daar geen gehoor aan.

## In Kham

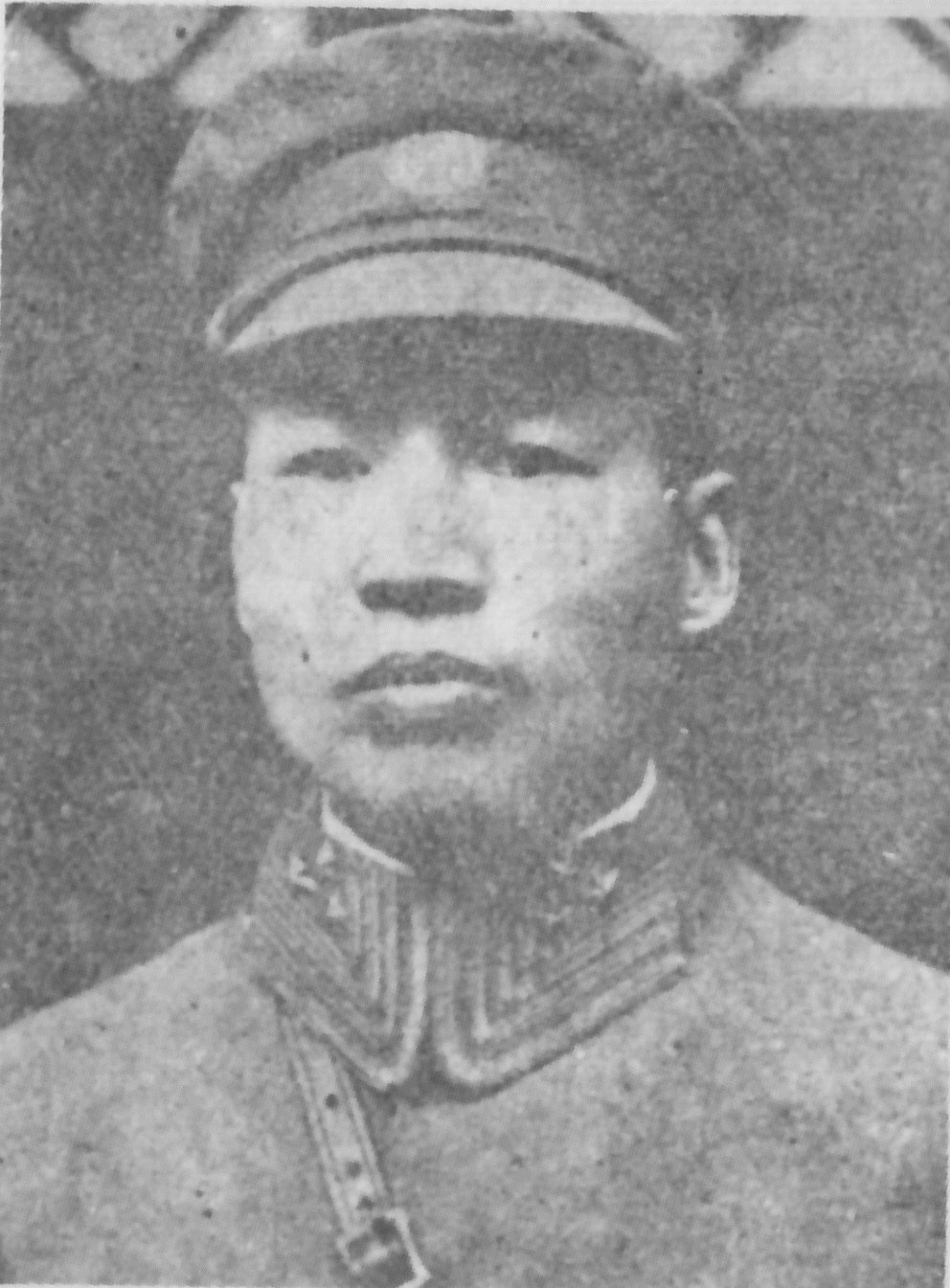
Liu Wenhui, warlord van Sichuan

Na de dood van Thubten Gyatso in 1933 besluit Pabongka Centraal-Tibet te verlaten en zich te vestigen in Kham. De gelug-traditie was hier in de minderheid en hij werd een missionaris die - met knokploegen van gelug-monniken - kloosters van met name de nyingma-traditie binnen viel. In die kloosters werden dan grote vernielingen aangericht, bijvoorbeeld het vernietigen van standbeelden en afbeeldingen van Padmasambhava en dat van literatuur van de nyingma. Ook werden nyingma-monniken gedwongen bekeerd tot de gelug.
Kham was op dat moment in handen van de Chinese krijgsheer Liu Wenhui. Tussen 1930 en 1932 waren er voortdurend militaire conflicten geweest tussen Liu Wenhui en de regering van Tibet. Als gevolg daarvan had Tibet in 1932 de controle over Dergé, het belangrijkste en rijkste gebied in oostelijk Kham weer geheel verloren. Liu Wenhui voerde in 1935 een hevige strijd tegen een Khampa-beweging onder leiding van nyingma-monniken die streden voor een onafhankelijke Khampa staat, los van Peking en Nanking, maar ook van Lhasa
Pabongka ging een vorm van een patroon-priesterrelatie met Liu Wenhui aan. In die relatie ondersteunde Pabongka de wereldlijke ambities van de krijgsheer in ruil voor steun voor het vestigen van de suprematie van de gelug in Kham. Hij predikte vele malen voor Liu Wenhui en zijn aanhangers. Een aantal van die preken zijn schriftelijk bewaard gebleven.
Hoewel de essentie van deze ideeën het enige juiste pad naar de Verlichting is, zijn er in Tibet velen die behoren tot de foute en valse scholen. Ieder van die scholen, (tradities), wordt gekenmerkt door ongeluk. Als U in Uw gebied de essentie van de leer van Boeddha, de leer van Tsongkapa zou laten heersen, dan zou Uw eigen geluk zodanig zijn dat honderden miljoenen goden als Brahma en Indra zich daar niet mee zouden kunnen meten.
De pogingen van Pabongka tot het vestigen van de suprematie van de gelug in Kham liepen uiteindelijk op niets uit. Maar zijn relatie met Liu Wenhui en zijn minachting voor andere geestelijke tradities in Kham heeft daar sporen achtergelaten. Zijn activiteiten droegen bij tot het wantrouwen van de Khampa's van de regering in Lhasa. Dit was een van de redenen dat het volksbevrijdingsleger van de Volksrepubliek China in 1950 ongehinderd via Kham kon oprukken naar Centraal-Tibet en dat veel Khampa's zich daar bij aansloten om tegen het Tibetaanse leger te strijden.

## Pabongka in relatie tot de Bön
Pabongka had verder ook weinig op met de Tibetaanse bönreligie. Hij citeerde bijvoorbeeld het volgende vers van Milarepa in dat kader: "De bronnen van bön zijn geperverteerde dharma, een creatie van naga's (slangen) en krachtige elementen, het voert niet tot het juiste pad, bön is een zeer minderwaardige traditie. Pabongka vulde dit verder aan, door te stellen dat bönpo's:
voortdurend plagiaat plegen, gecorrumpeerd zijn door niet-boeddhistische zienswijzen, die ze ontleend hebben uit de tithika's (hindoe-leer). Het is een duivels systeem van valse dharma ... Men zou deze walgelijke en duivelse systemen geheel moeten laten verwijderen, zoals de stenen waarmee men zijn gat afveegt.

## Trijang rinpoche
Pabongka had een grote invloed op zijn leerling Lobsang Yeshe Tenzin Gyatso, de derde Trijang rinpoche. Deze was een leraar van de veertiende dalai lama. Indirect kreeg de leer van Pabongka hiermee invloed in Lhasa en na de opstand in Tibet van 1959 in de Tibetaanse ballingschap. Een andere leraar van de veertiende dalai lama, de zesde Ling rinpoche Thubten Lungtog Tenzin Trinley, was eveneens een belangrijk leerling van Pabongka.
- Biblioteca Nacional de España: XX1556162
- Bibliothèque nationale de France: cb13182518b (data)
- CiNii: DA07112625
- Gemeinsame Normdatei: 104253991
- International Standard Name Identifier: 0000 0000 8354 3297
- Library of Congress Control Number: n83129961
- Nationale Bibliotheek van Israël: 987007266577005171
- Nederlandse Thesaurus van Auteursnamen: 091173663
- Système universitaire de documentation: 035336226
- Virtual International Authority File: 7528715
- WorldCat: E39PBJkD47r3ck6bPYjCKqMtrq